# Henk Goedschalk
Henk Otmar Goedschalk (Paramaribo, 16 december 1946) is een Surinaams bankier.

## Biografie
Henk Goedschalk studeerde economie aan de Vrije Universiteit Amsterdam en wordt beschouwd als een goede vriend van Desi Bouterse.
Hij werd na de Sergeantencoup van 1980 lid van de Revolutionaire Volkspartij (RVP) die sympathiseerde met deze staatsgreep.
In 1984 volgde hij Jules Sedney op als governor van de Centrale Bank van Suriname (CBvS). Sedney nam ontslag toen hij in conflict kwam met legerleider Desi Bouterse in verband met zijn weigering mee te werken aan een verdachte Colombiaanse lening van 50 miljoen Amerikaanse dollar die mogelijk te maken had met drugs waarna hij naar Nederland vluchtte. Het is onduidelijk of deze lening vervolgens doorgang vond; wel tekende Goedschalk in 1986 voor een lening van 200 miljoen Amerikaanse dollar van een bedrijf dat volgens de Amerikaanse justitie banden had met de Colombiaanse cocaïnekartels. Het is onbekend of deze lening ook is uitbetaald.
In 1986 kwamen nieuwe bankbiljetten in omloop met de beeltenis van Anton de Kom. De Surinaamse bevolking kreeg toen slechts 4 dagen de tijd om oude bankbiljetten om te ruilen voor nieuwe.In augustus 1993 werd hij door de raad van commissarissen van de bank op non-actief gesteld. Goedschalk werd oneervol ontslagen nadat hij begin december opeens weer aan het werk ging. André Telting volgde hem op terwijl Humphrey Hildenberg voor de eerste keer minister van Financiën was.
Na de door de NDP gewonnen verkiezingen van 1996 werd zijn oneervol ontslag door de regering-Wijdenbosch II veranderd in een eervol ontslag waarna hij werd aangesteld als regeringscommissaris en president-commissaris bij de CBvS. Telting had van tevoren al aangekondigd dat hij niet onder Goedschalk wilde werken en hij legde eind november 1996 zijn functie neer als governor. Op 27 januari 1997 werd Henk Goedschalk wederom benoemd tot governor van de Centrale Bank.
In 1997 kocht hij in Nederland strafvervolging af in een smeergeldaffaire.
Onder Goedschalk werden op grote schaal Surinaamse guldens bijgedrukt terwijl de goudvoorraad verkocht werd. Met deze monetaire financiering kreeg de overheid extra financiële middelen. De hieropvolgende hyperinflatie liep echter op tot honderden procenten op jaarbasis. Bij de voortijdige verkiezingen van 2000 verloor de NDP fors en begin september van dat jaar werd Goedschalk uit zijn functie ontheven door de nieuwe regering-Venetiaan II.
In 2000 kwam het duo Hildenberg/Telting weer terug in de functie van minister van Financiën respectievelijk governor van de CBvS.

## Trivia

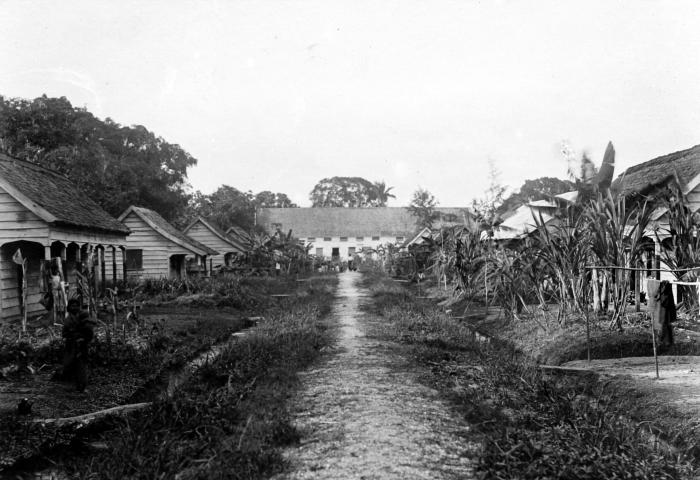
Zicht op plantage "De Morgenstond", volksnaam "bekri" in het bezit van Henk Goedschalk

De plantagewoning van "Morgenstond" (volksnaam "bekri") was in het bezit gekomen van Henk Goedschalk. De woning werd gerestaureerd en gemoderniseerd onder leiding van de architect Carel van Hest, met toevoeging van zwembad en diverse bijgebouwen. Goedschalk is er echter nooit gaan wonen. In 2003 had het huis weer onderhoud nodig.
In de nacht van 29 op 30 december 2004 werd het pand door brand verwoest.